# 流體建築
流體建築（Blobitecture）是一種現代建築風格，而該類建築則有一流線型及像有機物般的外表。這個建築名詞在1990年代中葉已有所聞，但在2002年才在媒體中見到這詞，這詞是取自1958年的科幻電影“幽浮魔點”, 原含嘲諷意味，但後來卻成為一些以流線型及圓型作為特徵的建築。

## 代表作品

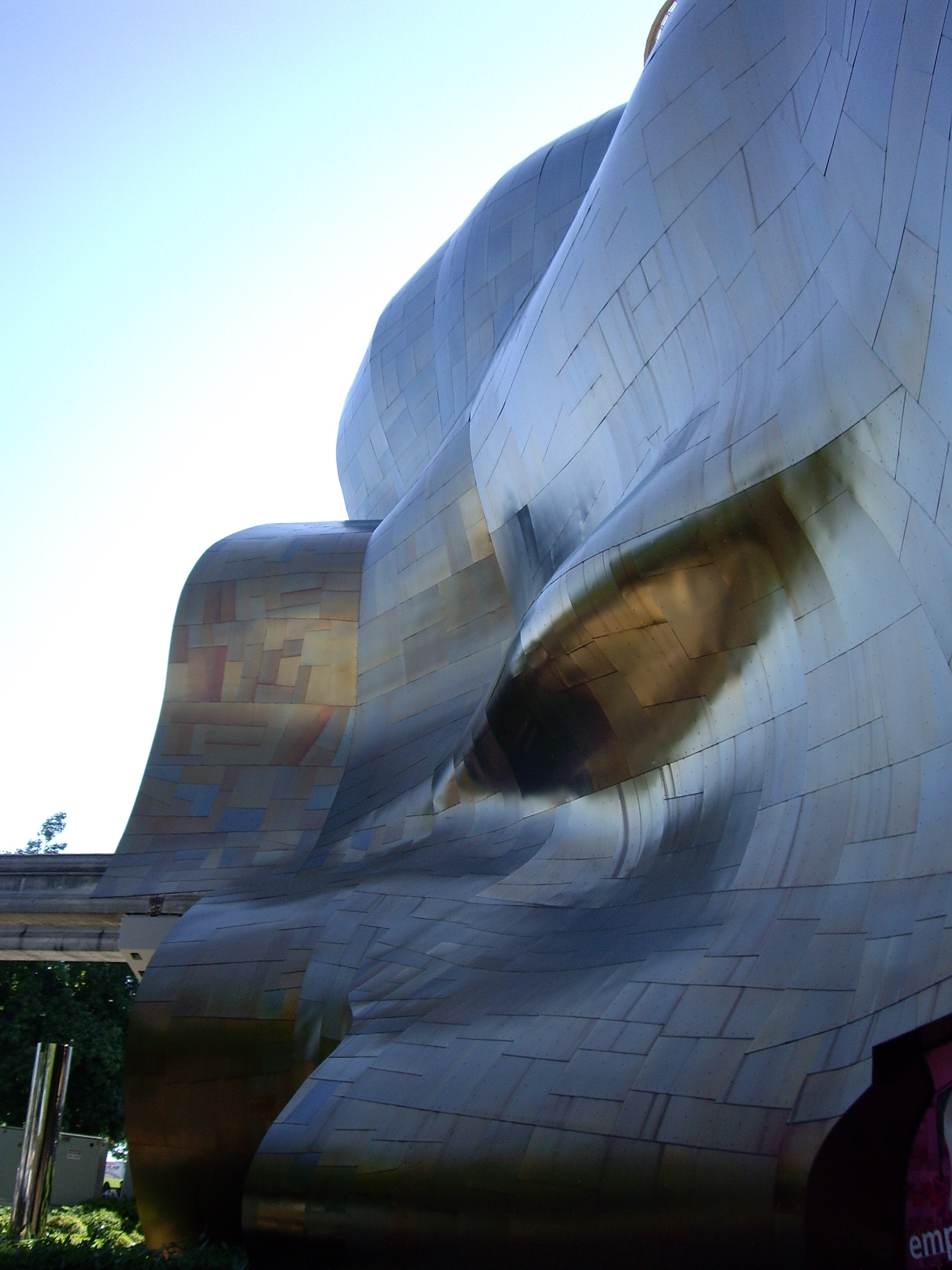
EMP博物館,法蘭克·蓋瑞的作品, 西雅圖, 華盛頓州
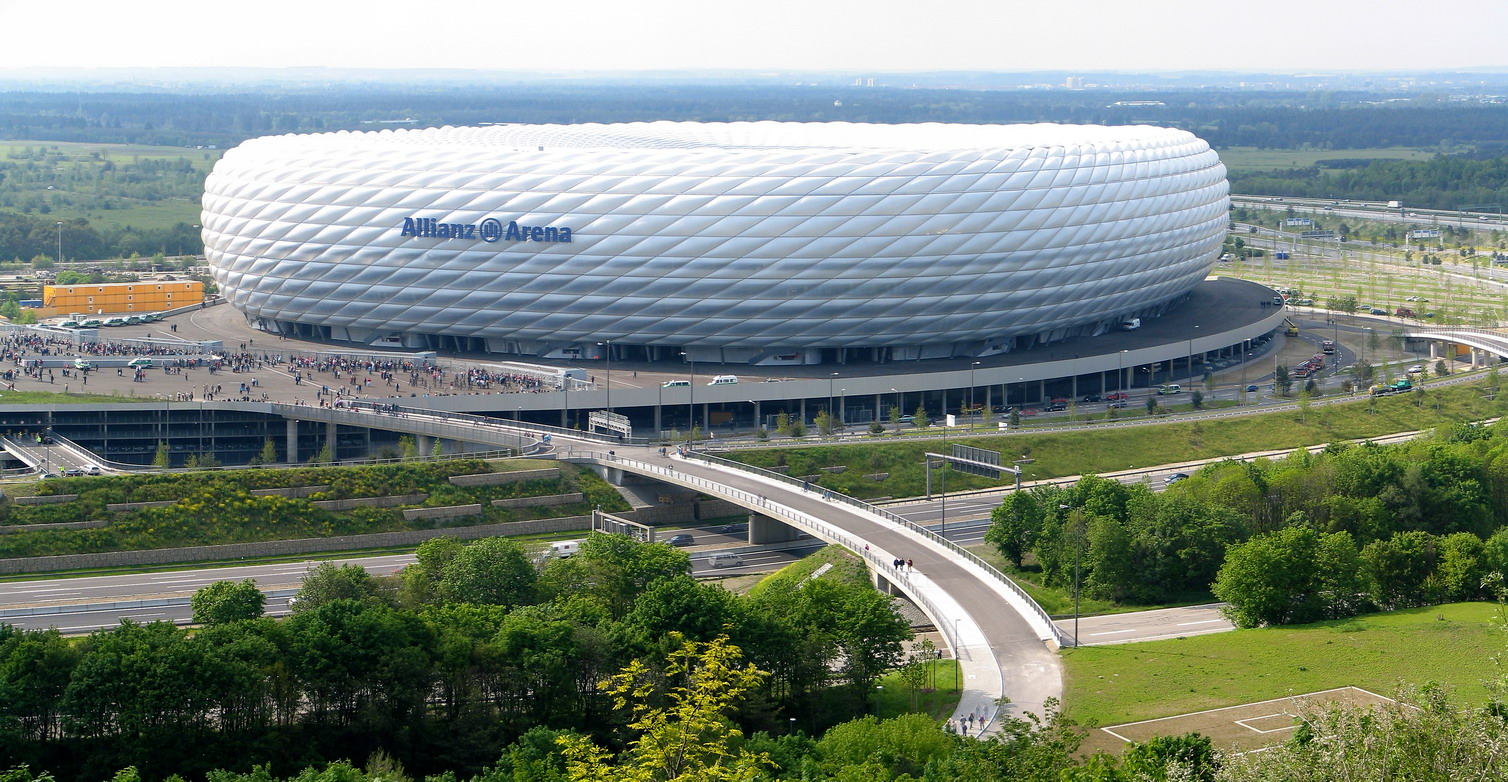
安联球场, 赫爾佐格和德梅隆的作品, 德國慕尼黑
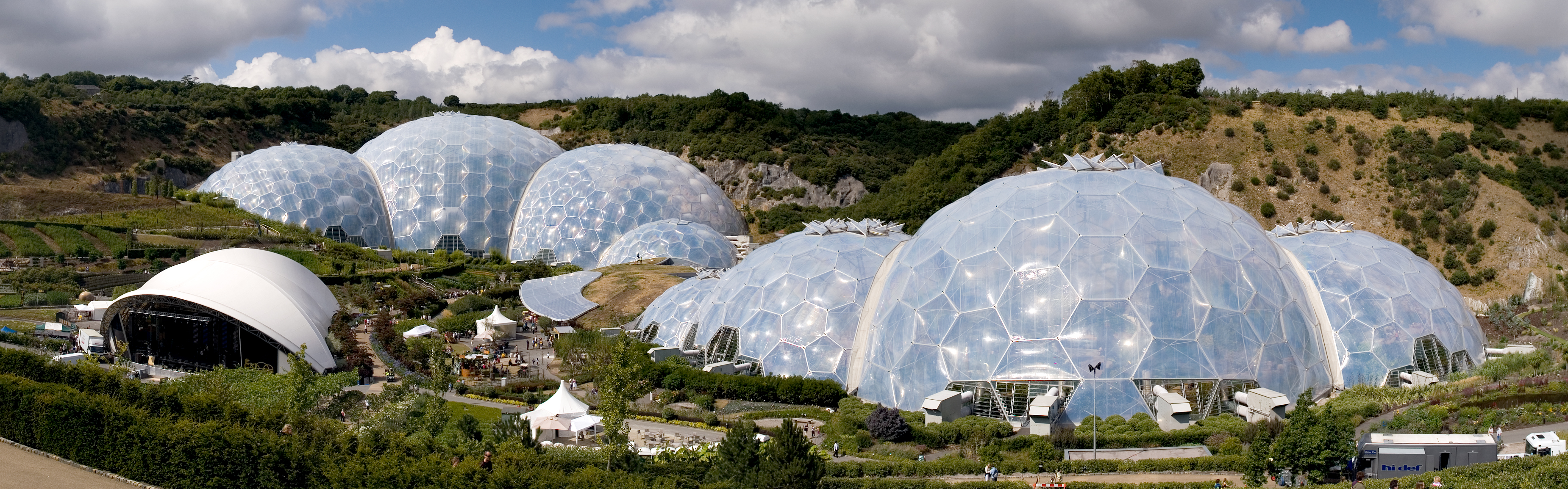
伊甸園項目, 英國康瓦爾郡
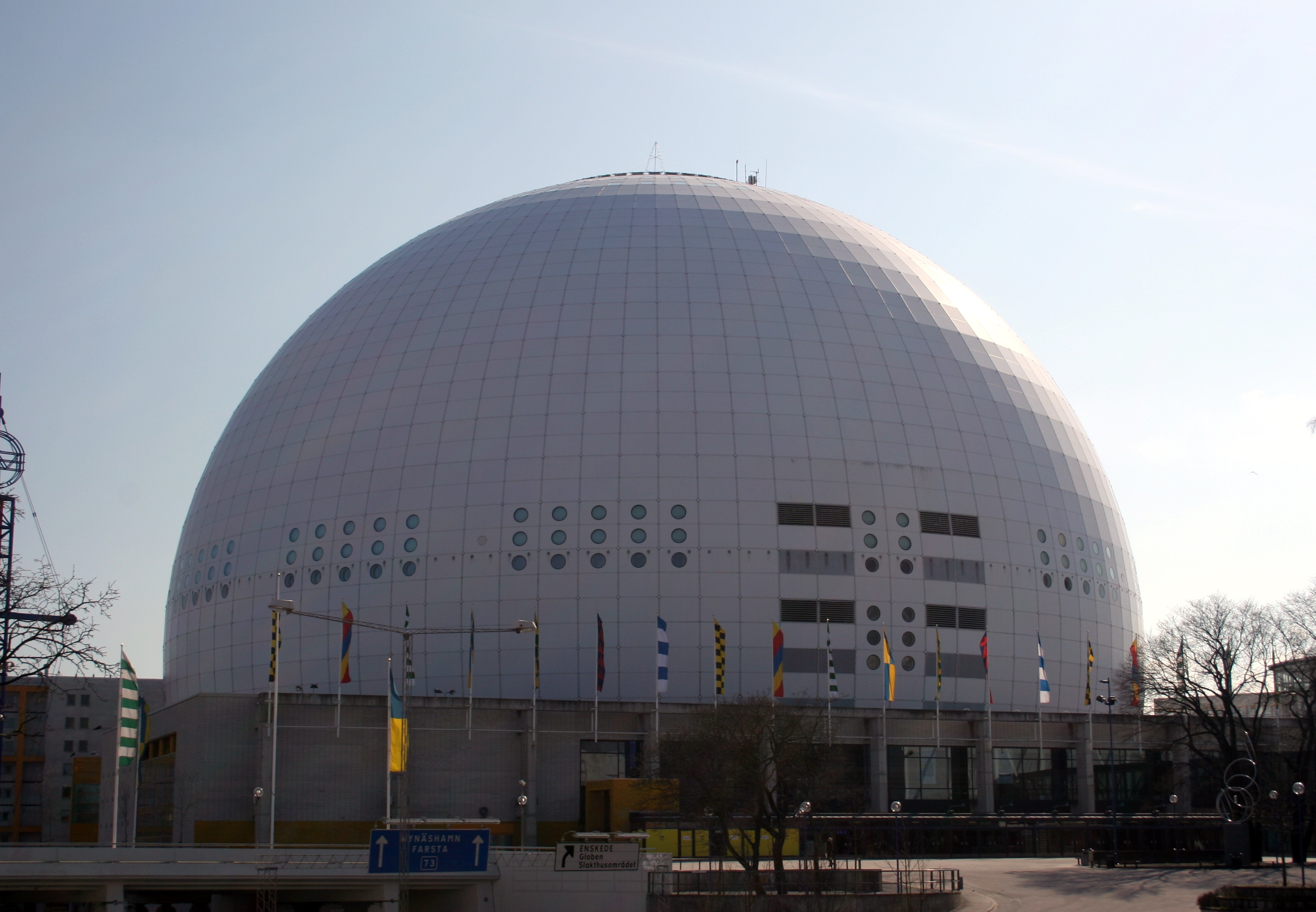
愛立信球形體育館 , 瑞典斯德哥爾摩
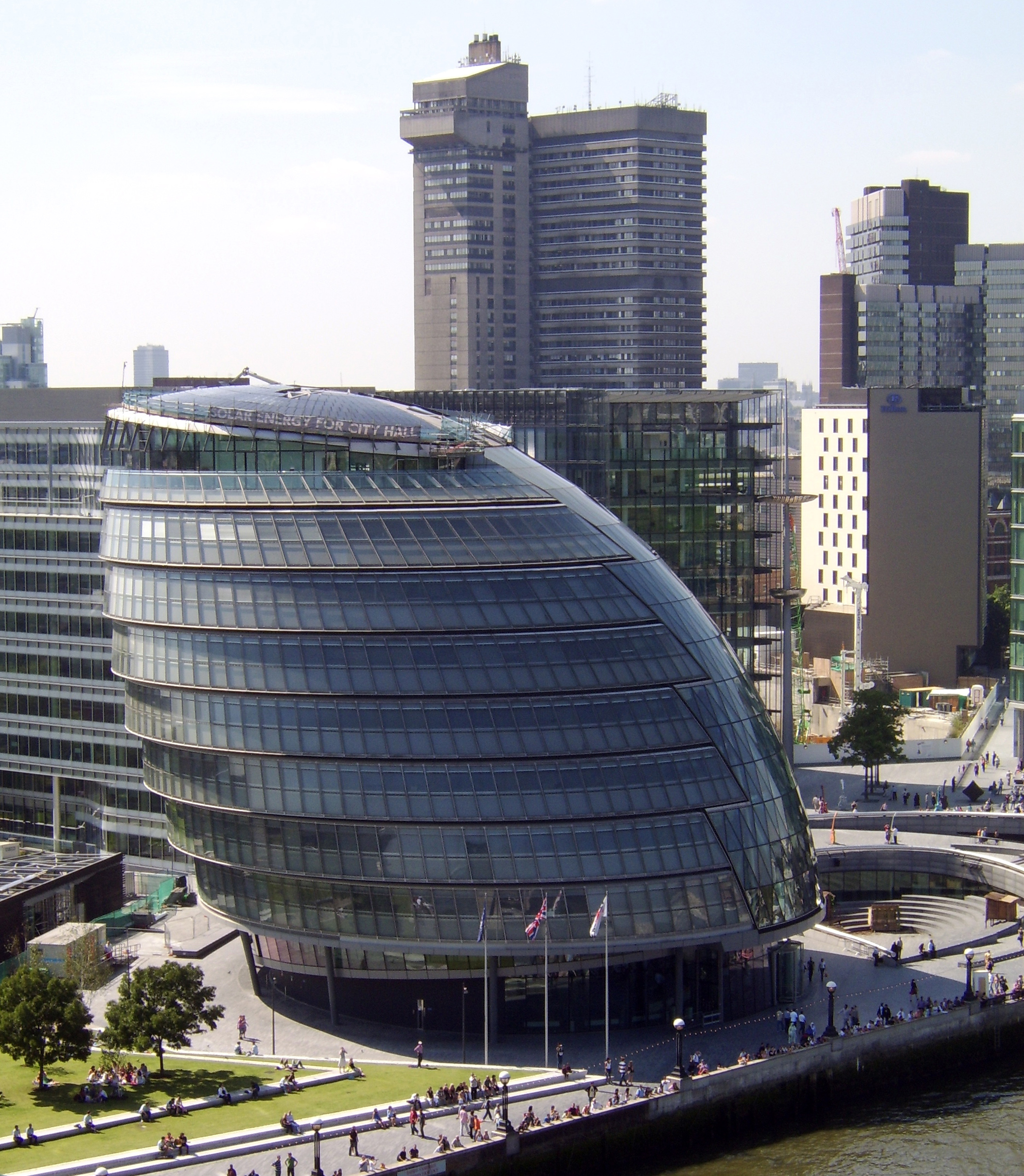
倫敦市政廳, 諾曼·福斯特的作品, 英國倫敦